# GJ 357
Désignations

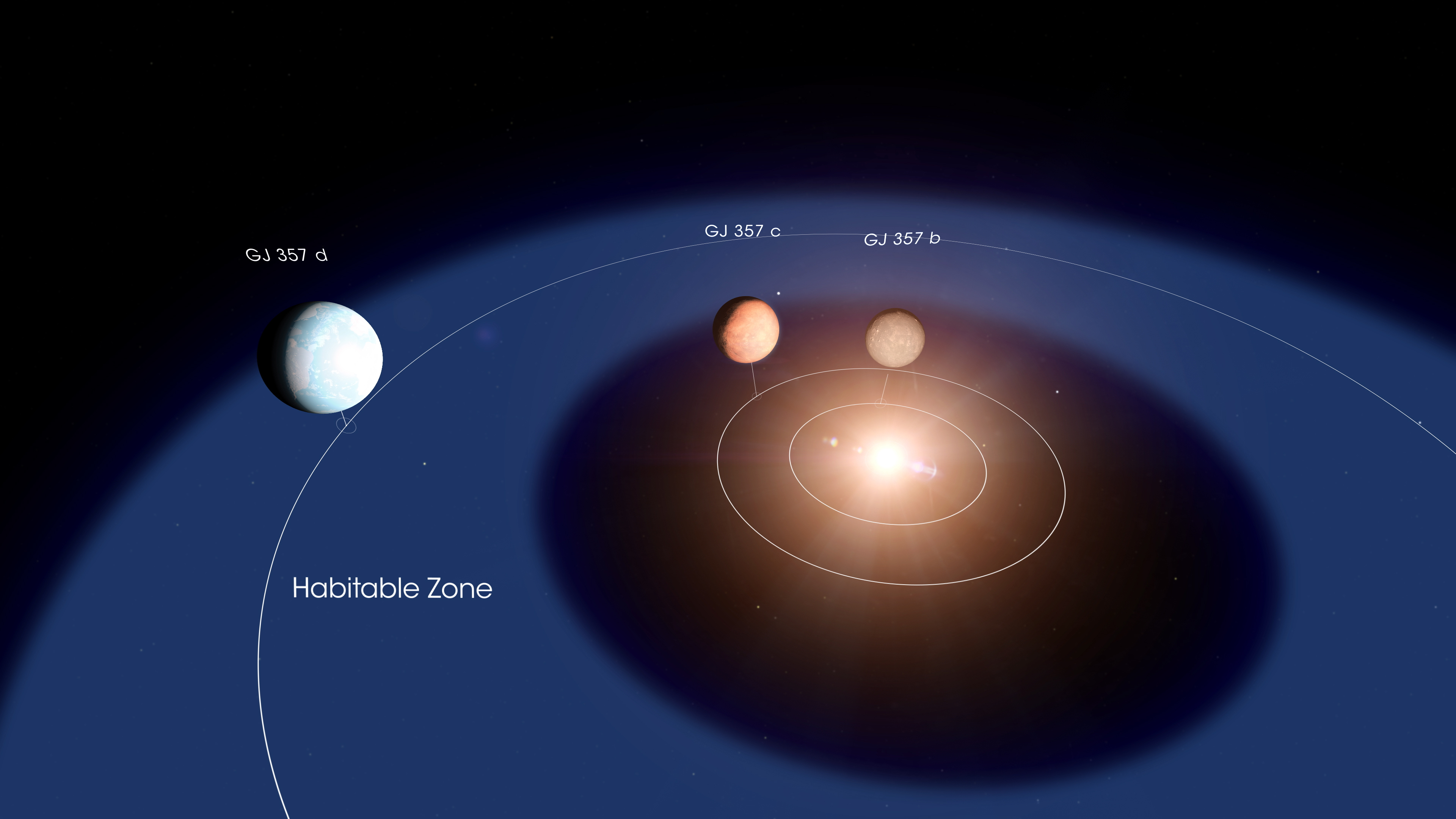
Système planétaire avec sa zone habitable.

GJ 357 (aussi dénommée Gliese 357) est une étoile de type naine rouge, située à 30,8 années-lumière de la Terre, dans la constellation de l'Hydre. Elle ferait un tiers de la taille du Soleil, et serait 40 % moins chaude.

## Le système planétaire de GJ 357
GJ 357 possèderait trois exoplanètes en orbite autour d'elle.

### GJ 357 d, une «super-Terre»
La planète externe du système, GJ 357 d, aurait la particularité d'être une « super-Terre » habitable, notamment en termes de température, car elle est située dans la zone habitable de son étoile, contrairement au deux autres, Sa température moyenne serait de −53 °C. S'il s'agissait d'une planète tellurique, elle aurait deux fois la taille de la Terre, et 6,1 fois sa masse. Elle été découverte grâce au satellite américain TESS.
Les deux autres exoplanètes sont nommées GJ 357 b et GJ 357 c.

### GJ 357 c, la planète intermédiaire
La planète du milieu a une masse au moins 3,4 fois celle de la Terre. Elle orbite autour de l'étoile tous les 9,1 jours, à une distance un peu plus du double de celle de GJ 357 b, et a une température d'équilibre d'environ 127 °C. TESS n'a pas observé de transit de cette planète devant son étoile. Ceci suggère que son orbite est légèrement inclinée – peut-être de moins de 1 degré – par rapport à l'orbite de GJ 357 d, de sorte qu'elle ne passerait jamais devant l'étoile selon notre perspective.